# ノースリーブス (アルバム)
『ノースリーブス』は、日本の女性アイドルグループAKB48の派生ユニット・ノースリーブスのデビューアルバム。2011年1月1日にエピックレコードジャパンから発売された。

## 概要
AKB48の派生ユニットとしては、Chocolove from AKB48の『Dessert』、渡り廊下走り隊の『廊下は走るな!』に続く3作目のアルバムとなる。
アルバムは3種の完全生産限定盤（それぞれA、B、Cと区別されている）、初回生産限定盤、通常盤の計5種類がリリースされた。3種の完全生産限定盤および初回生産限定盤にはそれぞれ収録内容の異なるDVDが付属している。CDのジャケットは5種類すべて異なるデザインとなっている。特典として、3種の完全生産限定盤にはノースリーブスの各メンバー（Aが小嶋陽菜、Bが高橋みなみ、Cが峯岸みなみ）に対応したスペシャルフォトブックおよびチャーム付ミサンガ、初回生産限定盤および通常盤の初回仕様にはスペシャル抽選券が封入されている。
アルバムの収録楽曲は、形態によって異なっている。3種の完全生産限定盤および初回生産限定盤はそれぞれで楽曲が異なり、通常盤は初回生産限定盤と同一の楽曲が収録されている。すべての形態を合わせると楽曲数は15曲となる。このうち「Relax!」「タネ」「キスの流星」「Lie」の4曲はシングル曲としてリリースされた楽曲であり、「3seconds Remix」「クリスマスプレゼント Remix」の2曲は配信限定でリリースされた楽曲のリミックス版である（「3seconds Remix」はシングル「Lie」のカップリング曲としてもリリースされている）。「ハート型ウイルス」「Bye Bye Bye」「純愛のクレッシェンド」の3曲はノースリーブスのメンバーが参加するAKB48の劇場公演ユニット曲からの収録であり、このうち「ハート型ウイルス」はノースリーブスバージョンとなっている。また、2010年7月23日から27日にかけて開催された「チームピグ指名戦」でノースリーブスのメンバーが参加したユニットの楽曲である「嘘でしょ?〜七里ガ浜の七不思議〜」「Next heaven」「尺が欲しい」が収録されている。完全限定生産盤には、メンバーのソロ曲である「Cloudy sky」「奇跡は夜生まれる」「私は私」が収録されている。
キャッチコピーは、「さあ、ノースリーブスから始めよう。」。

## チャート記録
2011年1月10日付のオリコンウィークリーチャートにおいて、自身初となる1位を記録。女性グループの派生ユニットによるアルバム首位は、モーニング娘。から派生したユニットであるプッチモニが2002年9月2日に『ぜんぶ! プッチモニ』で記録して以来、8年4ヶ月ぶりであった。

## 収録トラック

### 完全限定生産盤A
| #   | タイトル                                           | 作詞   | 作曲           | 編曲               |
| --- | -------------------------------------------------- | ------ | -------------- | ------------------ |
| 1.  | 「Relax!」                                         | 秋元康 | 吉田将樹       | 北川勝利、桜井康史 |
| 2.  | 「キスの流星」                                     | 秋元康 | ムラマツテツヤ | 野中“まさ”雄一     |
| 3.  | 「3seconds Remix」                                 | 秋元康 | 安部純         | 百石元             |
| 4.  | 「ハート型ウイルス (no3b ver.)」                   | 秋元康 | 井上ヨシマサ   | 井上ヨシマサ       |
| 5.  | 「Bye Bye Bye」                                    | 秋元康 | 近藤薫         | 原田卓也           |
| 6.  | 「Cloudy sky」(小嶋陽菜)                           | 秋元康 | 小松清人       | 木之下慶行         |
| 7.  | 「純愛のクレッシェンド」                           | 秋元康 | 宮島律子       | 田口智則、稲留春雄 |
| 8.  | 「クリスマスプレゼント Remix」                     | 秋元康 | 酒井ミキオ     | 江上浩太郎         |
| 9.  | 「Lie」                                            | 秋元康 | 井上ヨシマサ   | 井上ヨシマサ       |
| 10. | 「タネ」                                           | 秋元康 | 小林哲也       | pal@pop            |
| 11. | 「嘘でしょ?〜七里ガ浜の七不思議〜」(ガールズ・ING) | 秋元康 | 重永亮介       | 宇佐美宏           |

| #  | タイトル                     | 作詞 | 作曲・編曲 |
| -- | ---------------------------- | ---- | ---------- |
| 1. | 「始球式」                   |      |            |
| 2. | 「南の坊主たち」             |      |            |
| 3. | 「いつもの告白」             |      |            |
| 4. | 「困った時のごまかし方講座」 |      |            |

### 完全限定生産盤B
| #   | タイトル                                                                        | 作詞   | 作曲           | 編曲               |
| --- | ------------------------------------------------------------------------------- | ------ | -------------- | ------------------ |
| 1.  | 「Relax!」                                                                      | 秋元康 | 吉田将樹       | 北川勝利、桜井康史 |
| 2.  | 「キスの流星」                                                                  | 秋元康 | ムラマツテツヤ | 野中“まさ”雄一     |
| 3.  | 「3seconds Remix」                                                              | 秋元康 | 安部純         | 百石元             |
| 4.  | 「ハート型ウイルス (no3b ver.)」                                                | 秋元康 | 井上ヨシマサ   | 井上ヨシマサ       |
| 5.  | 「Bye Bye Bye」                                                                 | 秋元康 | 近藤薫         | 原田卓也           |
| 6.  | 「奇跡は夜生まれる」(高橋みなみ)                                                | 秋元康 | 田辺恵二       | 生田真心           |
| 7.  | 「純愛のクレッシェンド」                                                        | 秋元康 | 宮島律子       | 田口智則、稲留春雄 |
| 8.  | 「クリスマスプレゼント Remix」                                                  | 秋元康 | 酒井ミキオ     | 江上浩太郎         |
| 9.  | 「Lie」                                                                         | 秋元康 | 井上ヨシマサ   | 井上ヨシマサ       |
| 10. | 「タネ」                                                                        | 秋元康 | 小林哲也       | pal@pop            |
| 11. | 「Next heaven（アニメ「アイドル合体ロボ〜ミナミナハルの戦い〜」主題歌）」(EYES) | 秋元康 | 小網準         | 宅見将典           |

| #  | タイトル                     | 作詞 | 作曲・編曲 |
| -- | ---------------------------- | ---- | ---------- |
| 1. | 「始球式」                   |      |            |
| 2. | 「北の坊主たち」             |      |            |
| 3. | 「いつもの告白」             |      |            |
| 4. | 「困った時のごまかし方講座」 |      |            |

### 完全限定生産盤C
| #   | タイトル                         | 作詞   | 作曲           | 編曲               |
| --- | -------------------------------- | ------ | -------------- | ------------------ |
| 1.  | 「Relax!」                       | 秋元康 | 吉田将樹       | 北川勝利、桜井康史 |
| 2.  | 「キスの流星」                   | 秋元康 | ムラマツテツヤ | 野中“まさ”雄一     |
| 3.  | 「3seconds Remix」               | 秋元康 | 安部純         | 百石元             |
| 4.  | 「ハート型ウイルス (no3b ver.)」 | 秋元康 | 井上ヨシマサ   | 井上ヨシマサ       |
| 5.  | 「Bye Bye Bye」                  | 秋元康 | 近藤薫         | 原田卓也           |
| 6.  | 「私は私」(峯岸みなみ)           | 秋元康 | 吉木絵里子     | 武藤星児           |
| 7.  | 「純愛のクレッシェンド」         | 秋元康 | 宮島律子       | 田口智則、稲留春雄 |
| 8.  | 「クリスマスプレゼント Remix」   | 秋元康 | 酒井ミキオ     | 江上浩太郎         |
| 9.  | 「Lie」                          | 秋元康 | 井上ヨシマサ   | 井上ヨシマサ       |
| 10. | 「タネ」                         | 秋元康 | 小林哲也       | pal@pop            |
| 11. | 「尺が欲しい」(恋愛運上昇団)     | 秋元康 | 田辺恵二       | CHOKKAKU           |

| #  | タイトル                     | 作詞 | 作曲・編曲 |
| -- | ---------------------------- | ---- | ---------- |
| 1. | 「始球式」                   |      |            |
| 2. | 「西の坊主たち」             |      |            |
| 3. | 「いつもの告白」             |      |            |
| 4. | 「困った時のごまかし方講座」 |      |            |

### 初回生産限定盤・通常盤
| #   | タイトル                                                                        | 作詞   | 作曲           | 編曲               |
| --- | ------------------------------------------------------------------------------- | ------ | -------------- | ------------------ |
| 1.  | 「Relax!」                                                                      | 秋元康 | 吉田将樹       | 北川勝利、桜井康史 |
| 2.  | 「キスの流星」                                                                  | 秋元康 | ムラマツテツヤ | 野中“まさ”雄一     |
| 3.  | 「3seconds Remix」                                                              | 秋元康 | 安部純         | 百石元             |
| 4.  | 「ハート型ウイルス (no3b ver.)」                                                | 秋元康 | 井上ヨシマサ   | 井上ヨシマサ       |
| 5.  | 「Bye Bye Bye」                                                                 | 秋元康 | 近藤薫         | 原田卓也           |
| 6.  | 「純愛のクレッシェンド」                                                        | 秋元康 | 宮島律子       | 田口智則、稲留春雄 |
| 7.  | 「クリスマスプレゼント Remix」                                                  | 秋元康 | 酒井ミキオ     | 江上浩太郎         |
| 8.  | 「Lie」                                                                         | 秋元康 | 井上ヨシマサ   | 井上ヨシマサ       |
| 9.  | 「タネ」                                                                        | 秋元康 | 小林哲也       | pal@pop            |
| 10. | 「Next heaven（アニメ「アイドル合体ロボ〜ミナミナハルの戦い〜」主題歌）」(EYES) | 秋元康 | 小網準         | 宅見将典           |
| 11. | 「尺が欲しい」(恋愛運上昇団)                                                    | 秋元康 | 田辺恵二       | CHOKKAKU           |
| 12. | 「嘘でしょ?〜七里ガ浜の七不思議〜」(ガールズ・ING)                              | 秋元康 | 重永亮介       | 宇佐美宏           |

| #  | タイトル                                      | 作詞 | 作曲・編曲 |
| -- | --------------------------------------------- | ---- | ---------- |
| 1. | 「ミュージックビデオ&メイキングコメンタリー」 |      |            |
| 2. | 「応援メッセージ from 「Relax!」」            |      |            |
| 3. | 「未来の自分へ」                              |      |            |
| 4. | 「漫才」                                      |      |            |

## ユニット曲歌唱メンバー
「嘘でしょ?〜七里ガ浜の七不思議〜」（ガールズ・ING）
梅田彩佳、菊地あやか、倉持明日香、小嶋陽菜、佐藤夏希、近野莉菜
「Next heaven」（EYES）
岩佐美咲、内田眞由美、奥真奈美、高橋みなみ、仲川遥香、中塚智実
「尺が欲しい」（恋愛運上昇団）
多田愛佳、高城亜樹、田名部生来、野中美郷、峯岸みなみ